# Liên đoàn Nghiên cứu Khoa học Dân số Quốc tế
Liên đoàn Nghiên cứu Khoa học Dân số Quốc tế hay Liên đoàn Quốc tế về Nghiên cứu Khoa học Dân số, viết tắt theo tiếng Anh là IUSSP (International Union for the Scientific Study of Population), là một tổ chức phi chính phủ - phi lợi nhuận quốc tế hoạt động trong lĩnh vực nghiên cứu các vấn đề khoa học Dân số.
IUSSP thành lập năm 1928, và được cơ cấu lại vào năm 1947.
IUSSP là thành viên Liên hiệp khoa học của Hội đồng Khoa học Quốc tế (ISC) , và trước đây là thành viên của Hội đồng Khoa học Xã hội Quốc tế (ISSC).

## Nhiệm vụ
IUSSP thúc đẩy nghiên cứu khoa học của dân, khuyến khích trao đổi giữa các nhà nghiên cứu trên toàn cầu, và kích thích sự quan tâm đến vấn đề dân số.
- Tổ chức các seminar và hội thảo với tri thức khoa học chuyên sâu;
- Tổ chức các hoạt động đào tạo và khoảng cách học tập để nâng cao năng lực nghiên cứu;
- Tổ chức các Hội nghị Dân số Quốc tế bốn năm một lần để quy tụ các chuyên gia trên thế giới trong lĩnh vực này;
- Xuất bản kết quả của hoạt động khoa học của mình trong một loạt các ấn phẩm, nhằm vào một đối tượng khoa học, hoạch định chính sách hay cho công chúng;
- Duy trì một trang web, để giúp các thành viên cộng tác trong nhiều cách khác nhau và để cung cấp thông tin về dân cho một khán giả nói chung.

## Hoạt động
IUSSP tổ chức đại hội 4 năm một kỳ, gọi là "International Population Conference" viết tắt IPC, định hướng công tác khoa học và tổ chức.
| Nr. | Năm      | Tại            | Tại         | Nhiệm kỳ | Chủ tịch         |
| --- | -------- | -------------- | ----------- | -------- | ---------------- |
| 29. | IPC 2021 |                |             | 2022     |                  |
| 28. | IPC 2017 | Cape Town      | Nam Phi     | 2018     | Tom Legrand      |
| 27. | IPC 2013 | Busan          | Hàn Quốc    | 2014     | & Anastasia Gage |
| 26. | IPC 2009 | Marrakech      | Maroc       |          |                  |
| 25. | IPC 2005 | Tours          | Pháp        |          |                  |
| 24. | IPC 2001 | Bahia          | Brasil      |          |                  |
| 23. | IPC 1997 | Bắc Kinh       | Trung Quốc  |          |                  |
| 22. | IPC 1993 | Montréal       | Canada      |          |                  |
| 21. | IPC 1989 | New Delhi      | Ấn Độ       |          |                  |
| 20. | IPC 1985 | Florence       | Ý           |          |                  |
| 19. | IPC 1981 | Manila         | Philippines |          |                  |
| 18. | IPC 1977 | Mexico City    | México      |          |                  |
| 17. | IPC 1973 | Liège          | Bỉ          |          |                  |
| 16. | IPC 1969 | London         | Anh Quốc    |          |                  |
| 15. | IPC 1965 | Belgrade       | Nam Tư      |          |                  |
| 14. | IPC 1963 | Ottawa         | Canada      |          |                  |
| 13. | IPC 1961 | New York       | Hoa Kỳ      |          |                  |
| 12. | IPC 1959 | Vienna         | Áo          |          |                  |
| 11. | IPC 1957 | Stockholm      | Thụy Điển   |          |                  |
| 10. | IPC 1955 | Rio de Janeiro | Brasil      |          |                  |
| 9.  | IPC 1954 | Rome           | Ý           |          |                  |
| 8.  | IPC 1953 | Rome           | Ý           |          |                  |
| 7.  | IPC 1951 | New Delhi      | Ấn Độ       |          |                  |
| 6.  | IPC 1949 | Bern           | Thụy Sĩ     |          |                  |
| 5.  | IPC 1947 | Washington     | Hoa Kỳ      |          |                  |
| 4.  | IPC 1937 | Paris          | Pháp        |          |                  |
| 3.  | IPC 1935 | Berlin         | Đức         |          |                  |
| 2.  | IPC 1931 | London         | Anh Quốc    |          |                  |
| 1.  | IPC 1928 | Paris          | Pháp        |          |                  |